# I primi della lista
(Tagline del film)
I primi della lista è un film del 2011 diretto da Roan Johnson. Il soggetto, scritto da Renzo Lulli, uno dei protagonisti della vicenda, narra una storia realmente accaduta negli anni settanta a tre giovani musicisti pisani afferenti alla cosiddetta sinistra extraparlamentare: Pino Masi, Fabio Gismondi e lo stesso Lulli.

## Trama
1º giugno 1970, Pisa. Il cantante e militante di estrema sinistra Pino Masi crede imminente un colpo di Stato militare di matrice neofascista, così come era accaduto in Grecia, per una "soffiata" che ha ricevuto da Roma. Temendo di poter essere annoverato tra i principali nemici del nuovo regime e di essere in una lista di epurazione (i primi della lista, da cui il titolo), decide di scappare all'estero insieme a due suoi giovani compagni, il Lulli e il Gismondi.
Con diversi fraintendimenti, la rocambolesca fuga termina al confine con l'Austria, dove i tre, arrestati per aver cercato di sfondare alla dogana, chiedono asilo politico ma scoprono che il colpo di Stato non ha mai avuto luogo e che hanno confuso i movimenti militari collegati alla festa del 2 giugno con quelli del colpo di Stato. Tutto sembra risolto a parte che per la bravata un carabiniere si è ferito e nell'auto sono state trovate armi e droga.
Poi, come noto, ci fu davvero un tentativo di golpe, il 7 dicembre 1970, che però non provocò alcun effetto concreto sulle Istituzioni della Repubblica Italiana.

## Produzione
La vicenda di cui il film tratta è spesso citata come aneddoto a Pisa, città dove il regista Roan Johnson ha a lungo vissuto. Renzo Lulli aveva già da tempo pronto il soggetto, arrivato, tramite una comune conoscenza, all'attenzione di Johnson, che in un primo momento aveva pensato di trarne un documentario, non ritenendo possibile trovare chi fosse disposto a produrre un road movie ambientato negli anni settanta.
Eccetto Santamaria, nella parte del Masi, gli interpreti principali sono all'esordio sul grande schermo: Francesco Turbanti, al suo primo lungometraggio, è il Lulli; Paolo Cioni, anche lui al suo esordio, diplomato presso l'Accademia nazionale d'arte drammatica, è il Gismondi. Nelle sequenze finali del film compaiono brevemente anche i tre veri protagonisti, al fianco dei tre attori.
Le riprese hanno avuto luogo nel corso del 2011 e le scene in montagna, come specificato nei titoli di coda, sono state girate a Bardonecchia e a Nevache, in Francia, oltre che a Pisa come città protagonista .

## Distribuzione
Il film è uscito in Italia in prima distribuzione in dieci sale di otto province l'11 novembre 2011.

## Inesattezze storiche
- L'automobile del Lulli è una Autobianchi A112, vettura prodotta dal 1969 al 1986. La versione che compare per tutto il film è però una "Elegant" II serie, commercializzata a partire dal 1973.
- Nel film i protagonisti suonano il brano di Fabrizio De André Quello che non ho, uscito nel 1981, undici anni dopo le vicende narrate. L'anacronismo è dovuto a una scelta deliberata del regista, che ha voluto al contempo omaggiare il noto cantautore e inserire nella colonna sonora una canzone attinente alle tematiche trattate nell'opera[1].
- In una delle sequenze iniziali il Lulli attraversa l'Arno in automobile transitando sul ponte Solferino, struttura architettonica che nel 1970 non esisteva perché crollata nel 1966 a seguito dell'alluvione. La sua ricostruzione, iniziata nel 1972, terminerà solo nel 1974.
- In alcuni punti sono visibili dei cartelli stradali installati con il Nuovo Codice della Strada nel 1992.